# Kompania graniczna KOP „Malinów”
Kompania graniczna KOP „Malinów” (wcześniej „Suraż”) – pododdział graniczny Korpusu Ochrony Pogranicza pełniący służbę ochronną na granicy polsko-radzieckiej.

## Formowanie i zmiany organizacyjne
Na podstawie rozkazu szefa Sztabu Generalnego L. dz. 12044/O.de B./24 z 27 września 1924, w pierwszym etapie organizacji Korpusu Ochrony Pogranicza sformowano 4 batalion graniczny , a w jego składzie 1 kompanię graniczną KOP „Suraż” . Potem przeniesiono kompanię do Malinowa.
W 1939 1 kompania graniczna KOP „Malinów” podlegała dowódcy batalionu KOP „Dederkały”.

## Służba graniczna
Podstawową jednostką taktyczną Korpusu Ochrony Pogranicza przeznaczoną do pełnienia służby ochronnej był batalion graniczny. Odcinek batalionu dzielił się na pododcinki kompanii, a te z kolei na pododcinki strażnic, które były „zasadniczymi jednostkami pełniącymi służbę ochronną”, w sile półplutonu. Służba ochronna pełniona była systemem zmiennym, polegającym na stałym patrolowaniu strefy nadgranicznej i tyłowej, wystawianiu posterunków alarmowych, obserwacyjnych i kontrolnych stałych, patrolowaniu i organizowaniu zasadzek w miejscach rozpoznanych jako niebezpieczne, kontrolowaniu dokumentów i zatrzymywaniu osób podejrzanych, a także utrzymywaniu ścisłej łączności między oddziałami i władzami administracyjnymi. Miejscowość, w którym stacjonowała kompania graniczna, posiadała status garnizonu Korpusu Ochrony Pogranicza.
1 kompania graniczna „Malinów” w 1934 ochraniała odcinek granicy państwowej szerokości 31 kilometrów 900 metrów. Po stronie sowieckiej granicę ochraniały zastawy „Dołocza”, „Wilja Zarzecze” „Zinki” i „Wielka Borowica” z komendantury „Kuniów” .
Kompanie sąsiednie:
- 3 kompania graniczna KOP „Nowomalin” ⇔ 2 kompania graniczna KOP „Bykowce” – 1928[9], 1929[10], 1931[8] , 1932[11], 1934[12], 1938[13]

## Struktura organizacyjna kompanii

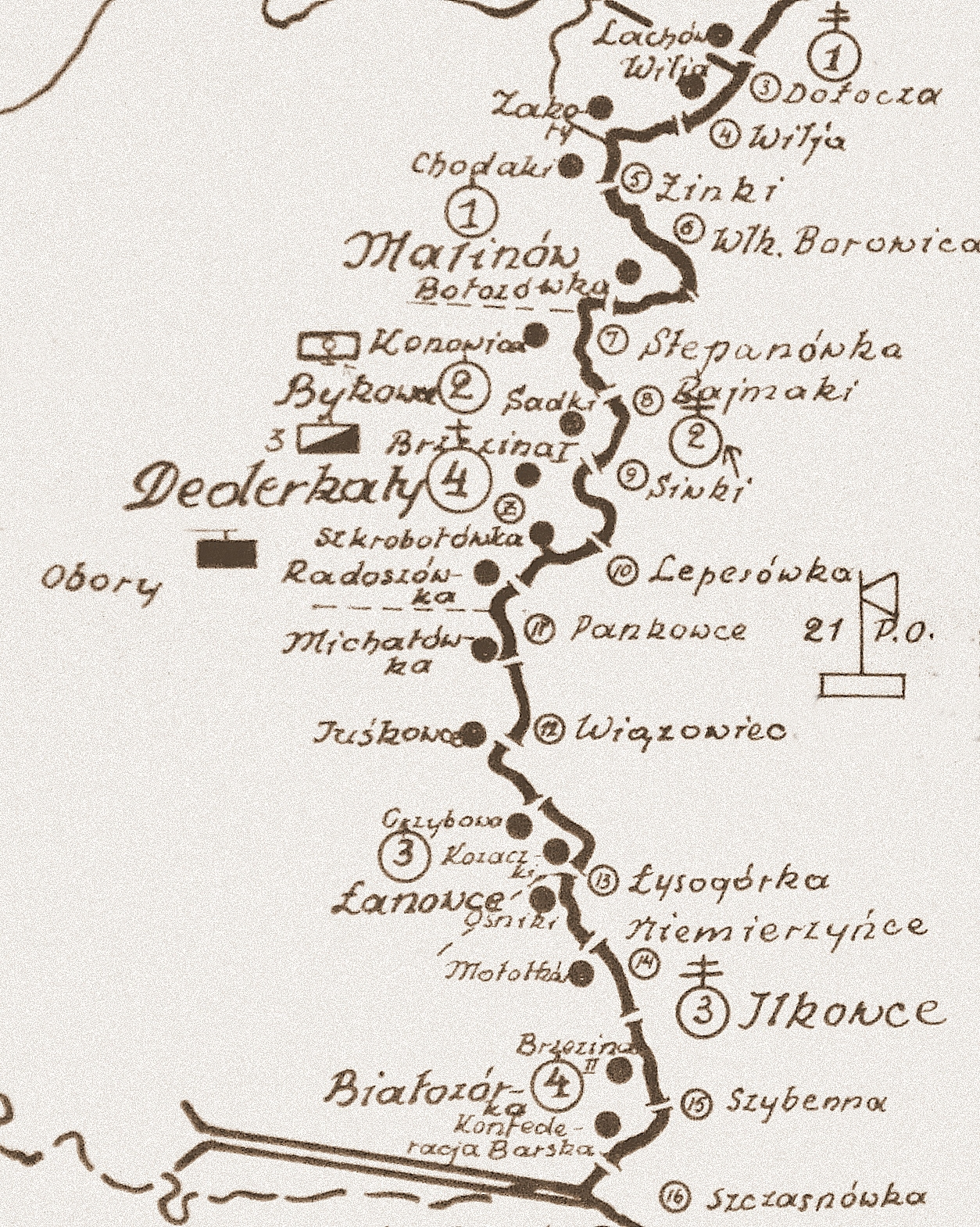
Rozmieszczenie batalionu KOP „Dederkały” w 1931

Strażnice kompanii w latach 1928 – 1938 
- (117) strażnica KOP „Wilia”[e][f]
- (118) strażnica KOP „Zakoty”[g]
- (119) strażnica KOP „Chodaki”[h]
- (120) strażnica KOP „Bołożówka”[i]

Organizacja kompanii w 1939:
- dowództwo kompanii
- pluton odwodowy
- 1 strażnica KOP „Wilia”
- 2 strażnica KOP „Zakoty”
- 3 strażnica KOP „Chodaki”
- 4 strażnica KOP „Bołożówka”

## Dowódcy kompanii
- por. Mikołaj Sukniewicz (był XI 1927)[15]
- kpt. Antoni Przybylski (VII 1928 – był IX 1929) → Kwatermistrz batalionu [15]
- kpt. Stanisław II Konasiewicz (był 30 IV 1930 – 22 III 1933)[16] [15]
- kpt. Józef Stanisław Kuśnierz (22 III 1933 − III 1933)[16] [15]
- kpt/mjr. Walerian Wieleżyński (22 III 1934 − IV 1937)[16] [15]
- p.o. por. Alojzy Bukowski (V 1937 – XII 1937)[15]
- kpt. Ludomir Tarkowski (I 1938 – był V 1939)[15] [17]